# مراكز البيانات في دولة الإمارات
مراكز البيانات في دولة الإمارات، هي مرافق متخصصة تضم خوادم وأنظمة تخزين لمعالجة البيانات وحفظها بكميات كبيرة، وتعد بمثابة العمود الفقري للاقتصاد الرقمي الحديث، وبدأ انتشارها في الإمارات مطلع الألفية الجديدة، مع إدراك دولة الإمارات العربية المتحدة مبكراً أهمية بناء البنية التحتية الرقمية، لذا كانت من أوائل دول المنطقة استثماراً في إنشاء مراكز بيانات متطورة، وذلك بإطلاق أول مركز بيانات عالمي المستوى في الإمارات عام 2001 عبر شراكة بين مدينة دبي للإنترنت وشركة IBM، مما مثّل نقطة تحول مفصلية في تطوير الاقتصاد الرقمي محلياً وإقليمياً.

## التاريخ

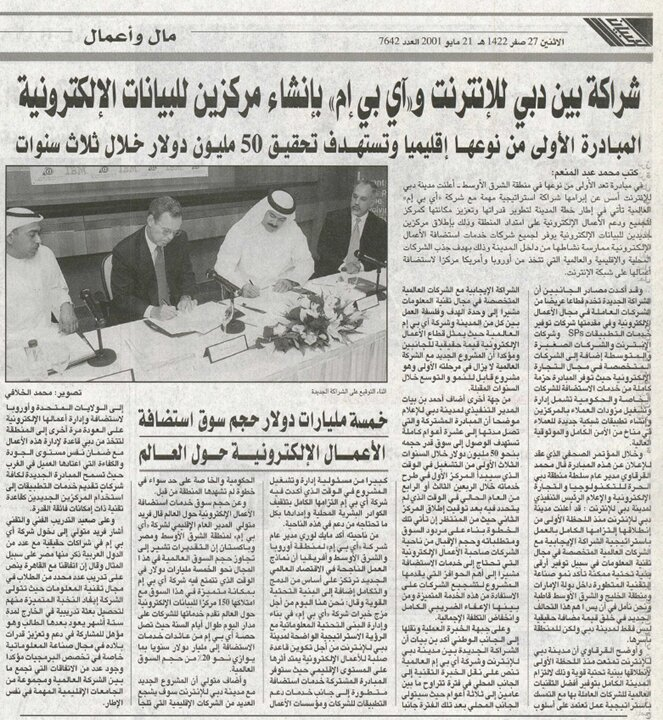
خبر الشراكة بين دبي للإنترنت وشركة آي بي إم - جريدة البيان، 2001

بدأ اهتمام دولة الإمارات ببناء مراكز البيانات مع تأسيس مدينة دبي للإنترنت عام 1999 كمجمع تكنولوجي لاستقطاب شركات التقنية العالمية ودعم الاقتصاد المعرفي. وفي هذا الإطار تم طرح فكرة إنشاء مركز بيانات حديث ليكون البنية الأساسية لاستضافة خدمات الإنترنت والأعمال الإلكترونية في المنطقة.
تبلورت الفكرة بافتتاح مركز e-Hosting في دبي للإنترنت سنة 2001 بشراكة بين دبي وIBM، بحضور الشيخ محمد بن راشد آل مكتوم ولي عهد دبي آنذاك. ووُصف هذا المركز عند إطلاقه بأنه الأول من نوعه في منطقة الشرق الأوسط، إذ وفر قدرات متقدمة لاستضافة بيانات الشركات محلياً ببيئة موثوقة وآمنة بدلاً من الاعتماد على خوادم خارجية. كما استهدفت دبي تحقيق إيرادات تُقدر بنحو 50 مليون دولار خلال أول ثلاث سنوات من تشغيل المركز، وهو هدف طموح في ذلك الوقت إذ لم يتجاوز حجم سوق استضافة الأعمال الإلكترونية عالمياً 5 مليارات دولار مطلع الألفية.
وتعتبر هذه الخطوة مبكرة جداً مقارنة بالمنطقة، فمع ازدهار طفرة دوت كوم في الغرب أواخر التسعينيات، لم تكن بلدان الشرق الأوسط تمتلك أي بنية تحتية مماثلة تقريباً، ما جعل مبادرة دبي ريادية في هذا المجال. وبسرعة أصبح المركز قاعدة موثوقة استفادت منها شركات عالمية ومحلية لنشر خدماتها الإلكترونية إقليمياً مع ضمان مستوى عالٍ من التوافرية والأمان.

## النمو والتطوير
شهدت دولة الإمارات في العقدين الأخيرين نمواً متسارعاً في سوق مراكز البيانات، تزامناً مع الانفجار العالمي في الطلب على خدمات البيانات والحوسبة السحابية والذكاء الاصطناعي. وأصبحت الإمارات تمتلك أكبر عدد من مراكز البيانات القائمة بالفعل في المنطقة وهو 35 مركزاً، مقارنة بـ12 مركزاً في عُمان، و11 مركزاً في السعودية، ويبلغ إنفاق الموظف على السحابة العامة 228 دولاراً، وهو الأعلى في المنطقة وفقاً لبيانات مجموعة بوسطن الاستشارية.
وتصدّرت أبو ظبي ودبي معاً قائمة أفضل الأسواق الناشئة لمراكز البيانات في العالم وفق تقرير دولي لشركة كوشمان وويكفيلد لعام 2025. ووفقاً للتقرير نفسه، تستضيف الإمارات حالياً أكثر من 250 ميغاواط من القدرة الاستيعابية لمراكز البيانات العاملة، ويجري العمل على تطوير نحو 500 ميغاواط إضافية لتعزيز القدرات الوطنية في هذا القطاع. كما يعزز الاستثمار المحلي والأجنبي نمو قطاع مراكز البيانات في الإمارات بشكل ملحوظ. بين عامي 2020 و2025 اجتذبت الدولة نحو 4.89 مليار دولار كاستثمار أجنبي مباشر في البنية التحتية لتكنولوجيا المعلومات والاتصالات، إضافة إلى 6 مراكز أخرى في مرحلة التخطيط تُقدّر استثماراتها بنحو 41 مليار دولار. ومن أبرز المشاريع المعلنة في هذا الإطار مجمع "ستارغيت الإمارات" في أبوظبي، وهو مشروع ضخم لمراكز بيانات مخصصة للذكاء الاصطناعي بقدرة تصميمية تبلغ 5 غيغاوات (مع مرحلة أولى بطاقة 200 ميغاوات مقرر إنجازها في 2026). أُطلق هذا المشروع في 2025 بشراكة بين شركة G42 الإماراتية وكل من Open AI وإنفيديا وشركات عالمية أخرى، ويعد نقلة نوعية في مجال البنية التحتية للذكاء الاصطناعي في المنطقة.
على صعيد الشركات المشغّلة، برزت شركة خزنة لمراكز البيانات كأكبر مزود لخدمات مراكز البيانات في الإمارات. وتشغّل خزنة حالياً ثمانية مراكز بيانات في الدولة، وتخطط لإنشاء سبعة مراكز جديدة إضافية (منها خمسة قيد الإنشاء واثنان في مرحلة التخطيط) وذلك اعتباراً من عام 2025. وتكوّنت خزنة عبر اندماج بين شركتي G42 وذراع مراكز البيانات التابعة لمجموعة e& اتصالات سابقاً في عام 2022، وتستفيد من الشراكات الاستراتيجية مع مستثمرين عالميين لدعم توسعها. وإلى جانب المشغلين المحليين، قامت شركات تقنية عالمية بافتتاح مراكز بيانات سحابية في الإمارات لخدمة أسواق الشرق الأوسط. على سبيل المثال، أعلنت كل من أمازون ويب سيرفيسز ومايكروسوفت أزور عن إطلاق مناطق سحابية ومراكز بيانات محلية في الدولة للاستفادة من البيئة الاستثمارية المتطورة والبنية التحتية المتوفرة. وقد شاركت شركات مثل أوراكل وسيسكو وغيرها في استثمارات البنية التحتية عبر تحالفات مع شركاء إماراتيين كمشروع ستارغيت المذكور، مما يعكس جاذبية السوق الإماراتية كمركز إقليمي للبيانات السحابية والذكاء الاصطناعي.

## الأهمية الاستراتيجية
أصبحت مراكز البيانات اليوم ذات بُعد استراتيجي يتجاوز قيمتها التجارية، حيث ينظر إليها كأصول سيادية تمس الأمن الوطني والسيادة الرقمية للدول، فمع تزايد أهمية البيانات في الاقتصاد والمجتمع، برزت ضرورة تخزين بيانات المواطنين والشركات محلياً داخل حدود الدولة وفي مراكز بيانات وطنية مؤمنة. تعتمد الحكومات هذا النهج لضمان عدم خضوع البيانات لقوانين أجنبية وحماية خصوصية المعلومات الحساسة. وقد سنت العديد من الدول تشريعات تُلزم بتخزين البيانات الحكومية وبيانات القطاعات الحيوية (مثل المصارف والاتصالات) داخل البلاد في مراكز بيانات معتمدة. وكانت الإمارات سباقة عربياً في الاهتمام بالسيادة الرقمية، حيث تبنّت الاستراتيجية الوطنية للأمن السيبراني سياسات تشجع إنشاء سحابات وطنية آمنة لضمان حفظ البيانات الحكومية محلياً. ويُنظر إلى مراكز البيانات الكبرى كبنية تحتية حرجة يجب حمايتها وتأمينها على غرار حماية المنشآت الحيوية الأخرى. لهذا السبب تُزوّد هذه المراكز في الإمارات بأعلى مستويات الأمن المادي (مثل الحراسة المشددة وأنظمة الدخول البيومترية والمراقبة المستمرة) بالإضافة إلى أنظمة للأمن السيبراني متطورة لحمايتها من الهجمات الإلكترونية.
تلعب مراكز البيانات دوراً ممكناً للتحول الرقمي الحكومي وتعزيز الكفاءة الاقتصادية. فامتلاك الدولة لمركز بيانات وطني ضخم يتيح تكامل قواعد البيانات الحكومية المختلفة ضمن منصة مركزية، مما يسهل تبادل المعلومات بين الجهات ويوفر خدمات عامة أكثر سرعة وكفاءة للمواطنين. مثلًا، استفادت دبي من بنيتها التحتية الرقمية لتحقيق مبادرة الحكومة اللا ورقية وتقديم خدمات ذكية متكاملة قلصت زمن إنجاز المعاملات بشكل كبير. وعلى المستوى الاقتصادي، يؤدي توافر مراكز بيانات محلية إلى جذب الشركات العالمية التي تتطلب استضافة بيانات قريبة من عملائها في المنطقة، مما يخلق سوقاً محلية نشطة لخدمات مراكز البيانات ويسهم في جذب الاستثمارات الأجنبية المباشر. كذلك، تتكامل سياسات البيانات المفتوحة في الإمارات مع وجود منصات وطنية موثوقة لاستضافة البيانات الحكومية غير السرية وإتاحتها للابتكار والأبحاث، حيث تتطلب مبادرات كهذه بنية تحتية محلية قوية لضمان الاستمرار والاعتمادية.

## التحديات والرؤية المستقبلية
على الرغم من الفرص الكبيرة التي يتيحها انتشار مراكز البيانات، يواجه هذا القطاع تحديات مستقبلية، أبرزها الجانب البيئي المرتبط باستهلاك الطاقة والمياه. فالمراكز الضخمة تتطلب طاقة كهربائية هائلة للتشغيل والتبريد. وقد قدّرت وكالة الطاقة الدولية أن مراكز البيانات تستهلك ما بين 1% إلى 1.5% من إجمالي استهلاك الكهرباء العالمي. وفي دولة الإمارات، يحظى جانب الاستدامة باهتمام متزايد من الجهات الرسمية لضمان تقليل البصمة الكربونية لهذه المرافق. تعمل الدولة على اعتماد خطط لتشغيل مراكز البيانات باستخدام مصادر طاقة نظيفة قدر الإمكان، انسجاماً مع التزاماتها في مجال الطاقة المتجددة وخفض الانبعاثات. ومن المتوقع أن تتبنى المراكز الجديدة تصاميم وتقنيات أكثر كفاءة في استخدام الطاقة (مثل التبريد الذكي وإعادة تدوير الحرارة) للحد من التأثير البيئي لنمو صناعة البيانات.
يمثل تطور مراكز البيانات في الإمارات قصة نجاح في التحول الرقمي والتنويع الاقتصادي بالدولة. فمن غرفة خوادم متواضعة في أوائل العقد الأول من القرن الحادي والعشرين، تطورت البنية التحتية لتشمل مجمعات ضخمة للخوادم والحوسبة السحابية تنتشر في أنحاء البلاد. ومع استمرار النمو المدفوع بالذكاء الاصطناعي وإنترنت الأشياء والخدمات السحابية، يُتوقع أن تلعب مراكز البيانات دوراً متعاظماً في الاقتصاد الإماراتي خلال السنوات القادمة. وتراهن الدولة على استراتيجيات استباقية واستثمارات مستمرة في هذا القطاع لضمان مواكبة أحدث التقنيات وترسيخ مكانتها كمركز رقمي متقدم، مع الحفاظ على مبادئ الاستدامة والأمن السيبراني والسيادة الرقمية كدعائم أساسية لهذا النمو.